# Elzenzegge-elzenbroek
Het elzenzegge-elzenbroek of gewoon elzenbroek (Carici elongatae-Alnetum) is een associatie uit het verbond van elzenbroekbossen (Alnion glutinosae). Het is een bosplantengemeenschap die voorkomt in beekdalen en in afgesloten meanders, met overwegend zwarte els, zwarte bes, zeggen en een combinatie van bos- en moerasplanten.

## Naamgeving en codering
| Carici elongatae-Alnetum glutinosae Schwick. 1933 |

- Duits: Walzseggen-Erlenbruch
- Syntaxoncode voor Nederland (rVvN): r42Aa02
- BWK-karteringscode: vm
- Natura2000-habitattypecode (EU-code): H91EO
- Corine-code: 41.911 : Meso-eutrophic swamp alder woods; 41.9112 : Elongated sedge alder wood

De wetenschappelijke naam Carici elongatae-Alnetum is afgeleid van de botanische namen van twee kensoorten, de elzenzegge (Carex elongata) en de zwarte els (Alnus glutinosa).

## Fysiognomie
Het elzenzegge-elzenbroek kent een hoog opgaande boomlaag (tot 20 m hoog), met overwegend zwarte els maar ook andere bomen. De struiklaag kan plaatselijk zeer dicht zijn en op andere plaatsen ontbreken. 
De kruidlaag is matig tot goed ontwikkeld en wordt meestal gedomineerd door zeggen, maar kan eveneens zeer bloemenrijk zijn. 
De moslaag is meestal zwak ontwikkeld en bestaat overwegend uit bladmossen zoals het gewoon sterrenmos.

## Ecologie
Het elzenzegge-elzenbroek is een bostype van natte, meso-eutrofe standplaatsen op een venige bodem, waar de veenlaag beperkt in dikte is (tot 1 m) zodat de vegetatie in contact blijft met het grondwater. Ze komt ook voor op zeer natte lemige zandbodems. De toplaag is dikwijls gemineraliseerd.
De associatie is te vinden in rivier- en beekdalen, in afgesneden beekmeanders, verlande poelen en aan de randen van laagveengebieden. Elzenbroeken werden in het verleden dikwijls gebruikt als hakhoutbos, deze zijn herkenbaar aan een microreliëf van rabatten (bulten) waarop vooral bosplanten groeien, en slenken, waarin vooral moerasplanten een plaats vinden.

### Successie
Elzenzegge-elzenbroeken ontstaan spontaan uit struwelen van de klasse van wilgenbroekstruwelen, uit moerasvaren-elzenbroeken of rechtstreeks uit rietlanden van de riet-klasse, uit hooilanden van de pijpenstrootje-orde of uit natte heide van de klasse van hoogveenbulten en natte heiden. Onder ideale hydrologische omstandigheden vormen elzenzegge-elzenbroeken het eindstadium van de natuurlijke successie in een broek.

## Subassociaties in Nederland en Vlaanderen
Binnen het elzenzegge-elzenbroek worden in Nederland en Vlaanderen vijf subassociaties onderscheiden.

### Typische subassociatie
De typische subassociatie (Carici elongatae-Alnetum typicum) zoals hieronder beschreven. De syntaxoncode voor Nederland is r42Aa02a.

### Subassociatie met bittere veldkers
Een subassociatie (Carici elongatae-Alnetum cardaminetosum amarae) die voorkomt op plaatsen die onder invloed staan van kwelwater, met soorten die ook voorkomen in het goudveil-essenbos (Carici remotae-Fraxinetum), zoals bittere veldkers (Cardamine amara), paarbladig- en verspreidbladig goudveil. De syntaxoncode voor Nederland is r42Aa02b.

### Subassociatie met zwarte bes
Een subassociatie met zwarte bes (Carici elongatae-Alnetum ribetosum nigrae) met zwarte bes (Ribes nigrum), gewone dotterbloem en moerasspirea. De syntaxoncode voor Nederland is r42Aa02c.

### Subassociatie met framboos
Een subassociatie met framboos (Carici elongatae-Alnetum rubetosum idaei) met als differentiërende soort de framboos (Rubus idaeus). De syntaxoncode voor Nederland is r42Aa02d.

### Subassociatie met zompzegge
Een subassociatie met zompzegge (Carici elongatae-Alnetum caricetosum curtae) met als differentiërende soort de zompzegge (Carex curta). De syntaxoncode voor Nederland is r42Aa02e.

## Vegetatiezonering
In de vegetatiezonering kan het elzenzegge-elzenbroek contactgemeenschappen vormen van verscheidene andere vegetatietypen uit uiteenlopende klassen. Aan de randen van het elzenzegge-elzenbroek grenst het vaak direct aan broekstruweel van de associatie van grauwe wilg, die vaak als mantel van het elzenzegge-elzenbroek optreedt. Wanneer er geen mantel aanwezig is, wordt het elzenzegge-elzenbroek vaak direct omzoomd door zoomvegetatie uit de klasse van natte strooiselruigten. Ook kan de associatie direct (zonder zoom of mantel) in contact staan met vochtig grasland uit de pijpenstrootje-orde of rietmoeras uit de riet-klasse. Op open plekken met kwelinvloeden kan soms ook de associatie van waterviolier en sterrenkroos optreden als inslaggemeenschap.

### Microgemeenschappen
In het elzenzegge-elzenbroek kunnen verscheidene microgemeenschappen worden aangetroffen. In jonge en/of ijle varianten van de associatie kan de associatie van melige schotelkorst veelvuldig optreden op de stammen. In oude vormen van het elzenzegge-elzenbroek kan men op de hogere delen van het broekbos – op dood hout, rondom de boomstronken en onder oude graspollen of varens – de viertandmos-associatie aantreffen.

## Verspreiding
Het elzenzegge-elzenbroek heeft een breed verspreidingsgebied over subcontinentaal- en subatlantisch Europa, van Frankrijk tot Polen en van Zuid-Zweden tot Zwitserland en Oostenrijk. De associatie komt voor van het laagland tot op een hoogte van 600 m.
In Nederland is ze vrij algemeen, vooral in het rivierengebied en in beekdalen.

## Bedreiging en bescherming

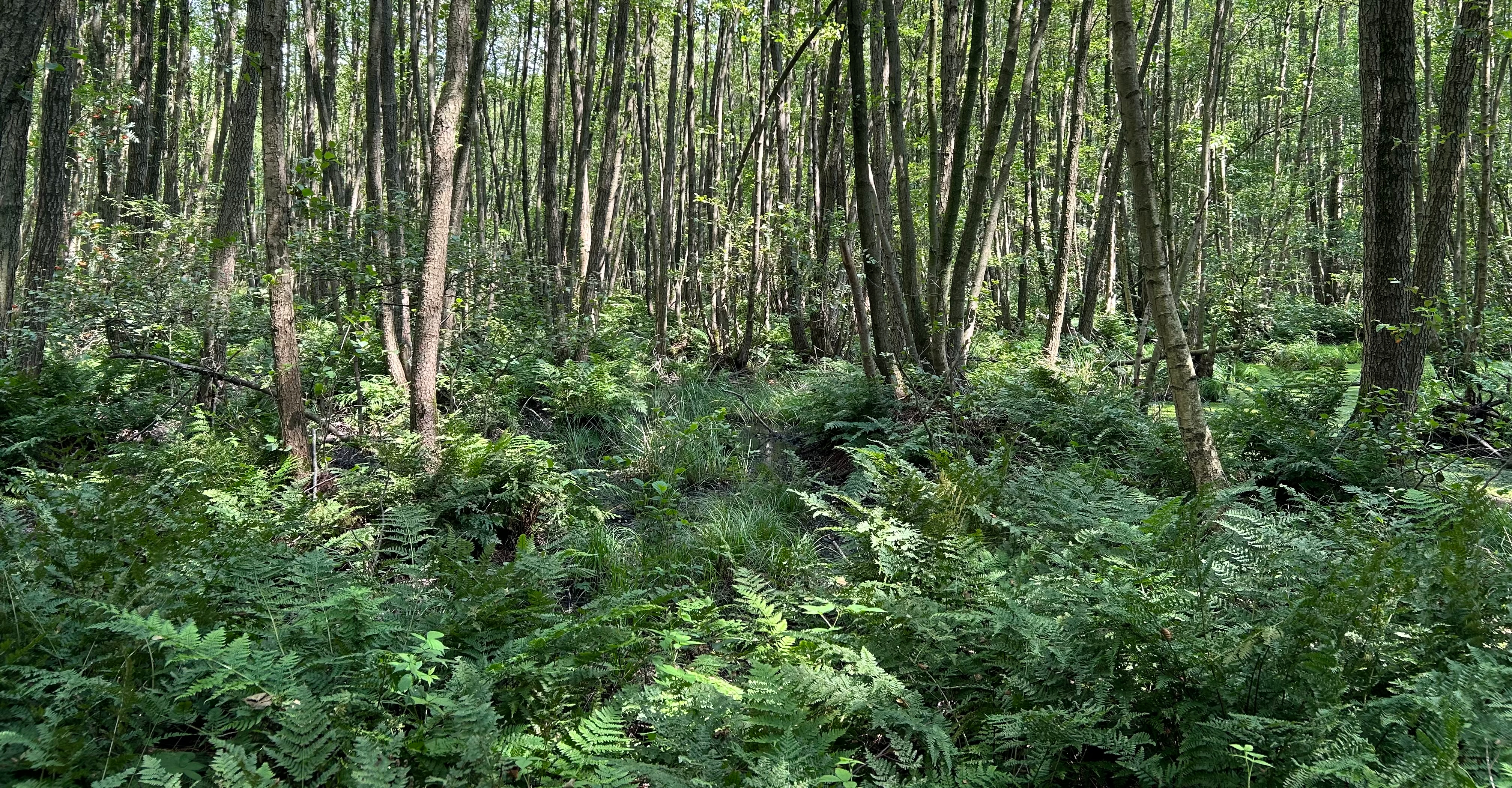
Het begin van een verdrogend elzenzegge-elzenbroek; de kruidlaag begint langzaam aan gedomineerd te raken door brede stekelvaren.

Net als de meeste broekbossen worden elzenzegge-elzenbroeken bedreigd door verdroging. Bij een langdurige sterke daling van de grondwatertafel zal de eutrofe bodem versneld mineraliseren, waardoor plotse verruiging kan optreden. 
Naast de bedreiging door verdroging is de neiging langdurend te vernatten door opstuwen van (regen)water een bedreiging voor elzenbroekbossen. Elzen kunnen afsterven en elzenbroekbos gaat over in een broekstruweel uit de klasse van wilgenbroekstruwelen.

## Diagnostische taxa voor Nederland en Vlaanderen
De associatie heeft als specifieke kentaxa zwarte bes, elzenzegge, stijve zegge en de zeldzame paardenhaarzegge. De zwarte els is de dominante boomsoort, maar het elzenzegge-elzenbroek telt meer boomsoorten dan het verwante moerasvaren-elzenbroek, zoals de zomereik en de zachte berk. De meeste soorten uit de kruidlaag zijn typische moerasplanten, zoals  hennegras, gele lis, grote wederik, melkeppe en grote kattenstaart. Opvallend is de aanwezigheid van lianen in de bomen, voornamelijk bitterzoet, hop en wilde kamperfoelie.
Differentiërend tegenover het verwante moerasvaren-elzenbroek zijn hop, pinksterbloem, ijle zegge, ruwe smele, wijfjesvaren, wilde kamperfoelie, gewone vogelkers en framboos. 
In de onderstaande synoptische tabel staan de belangrijkste diagnostische plantentaxa van het elzenzegge-elzenbroek voor Nederland en Vlaanderen.

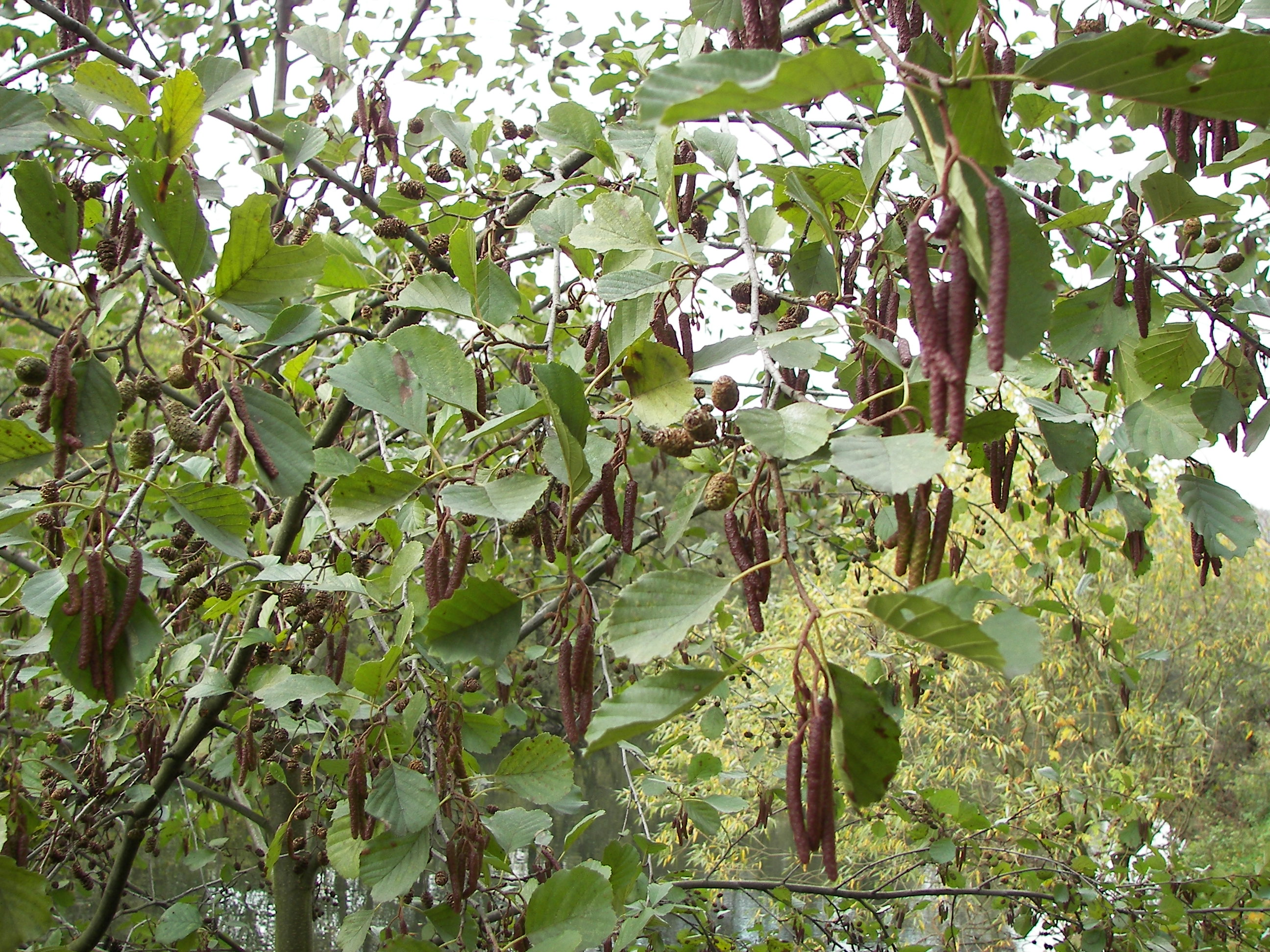
Zwarte els

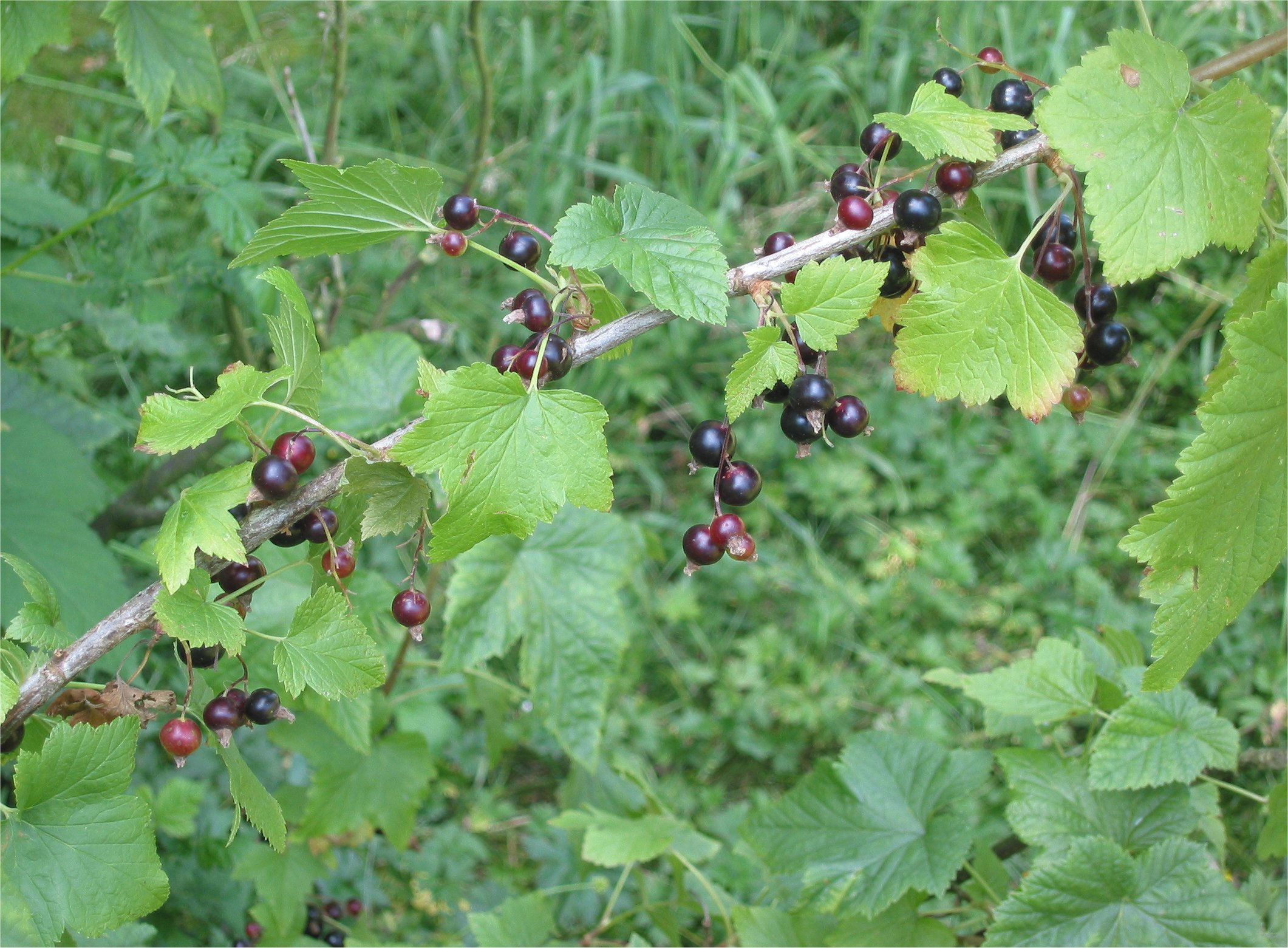
Zwarte bes

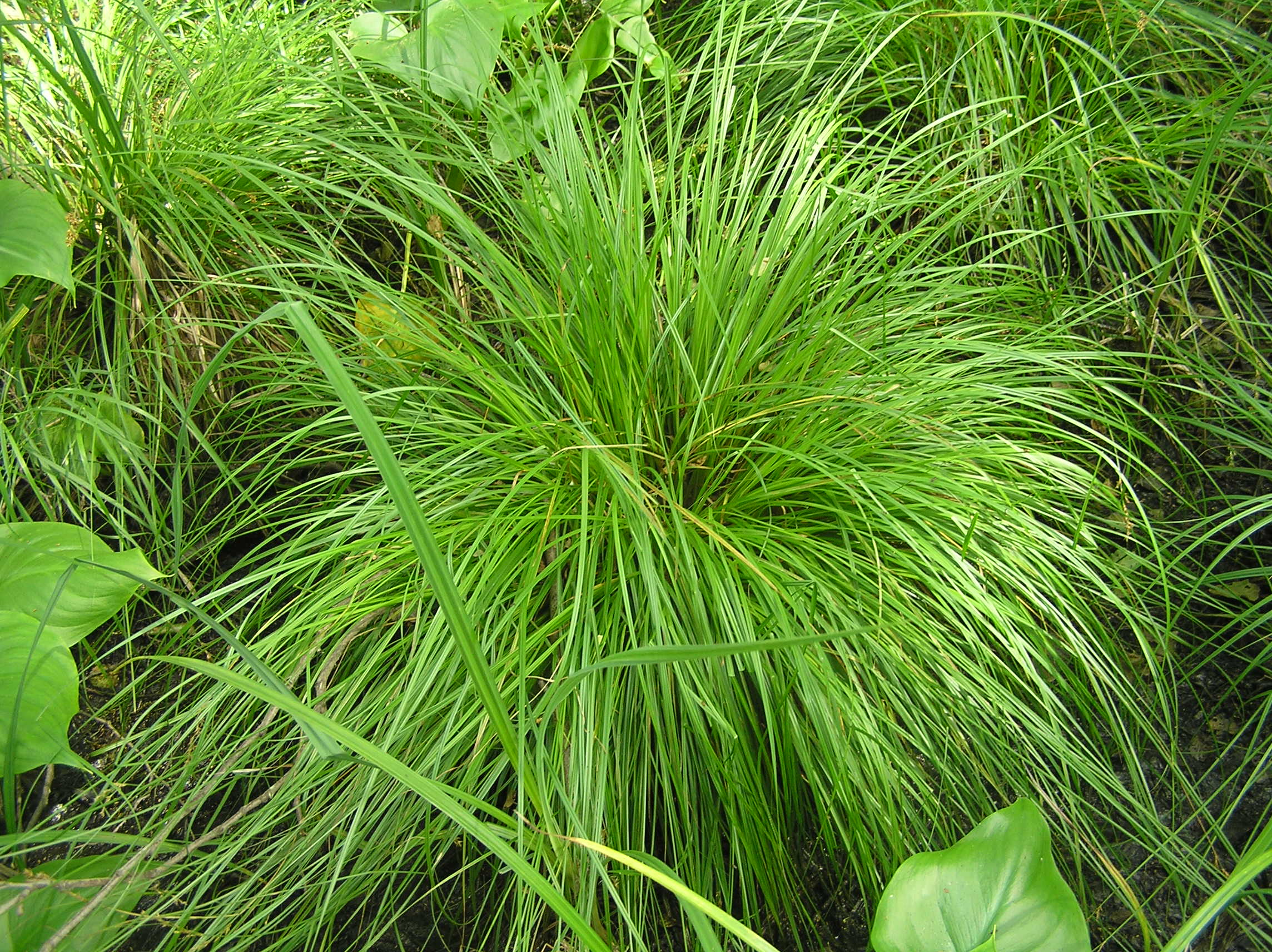
Elzenzegge

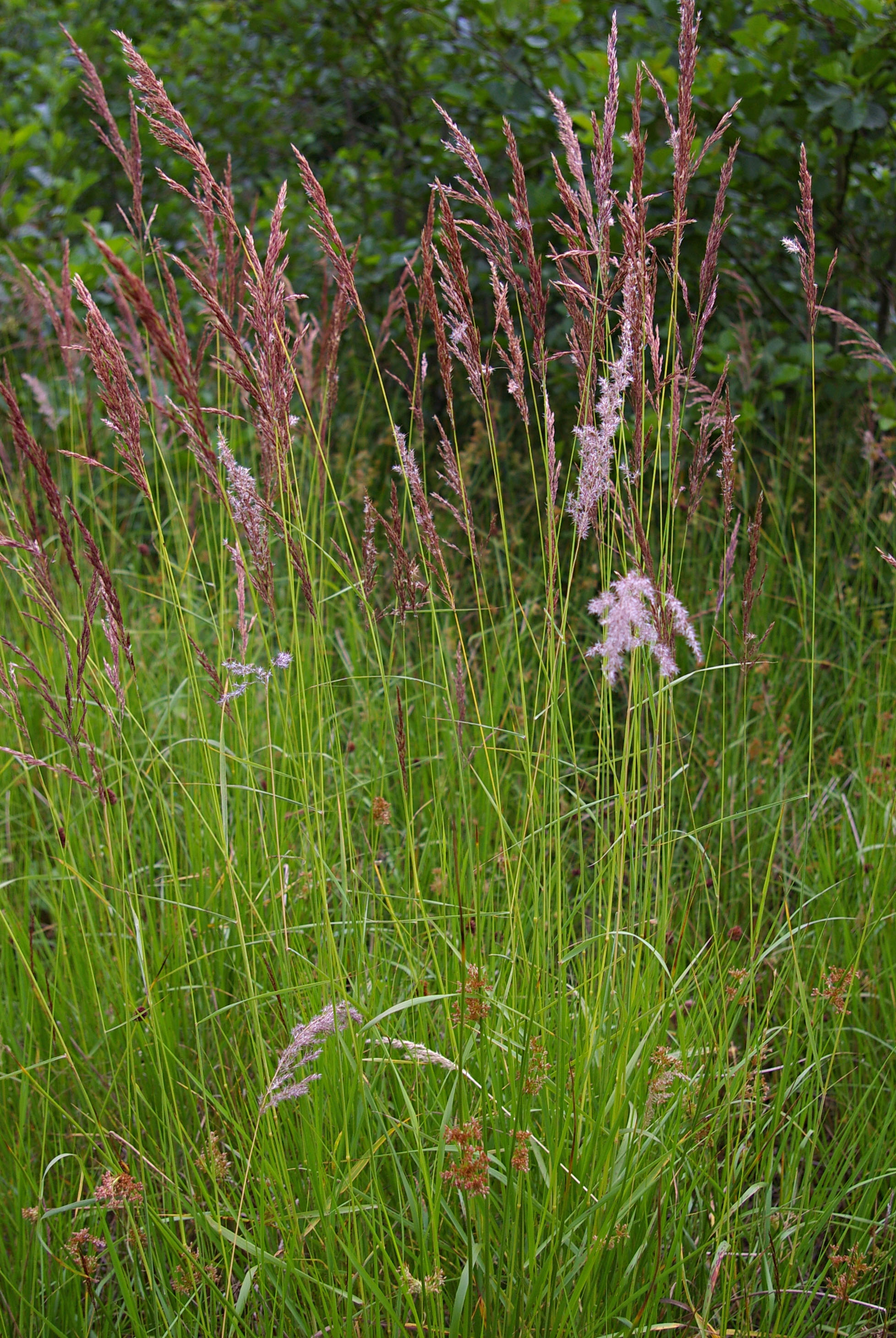
Hennegras

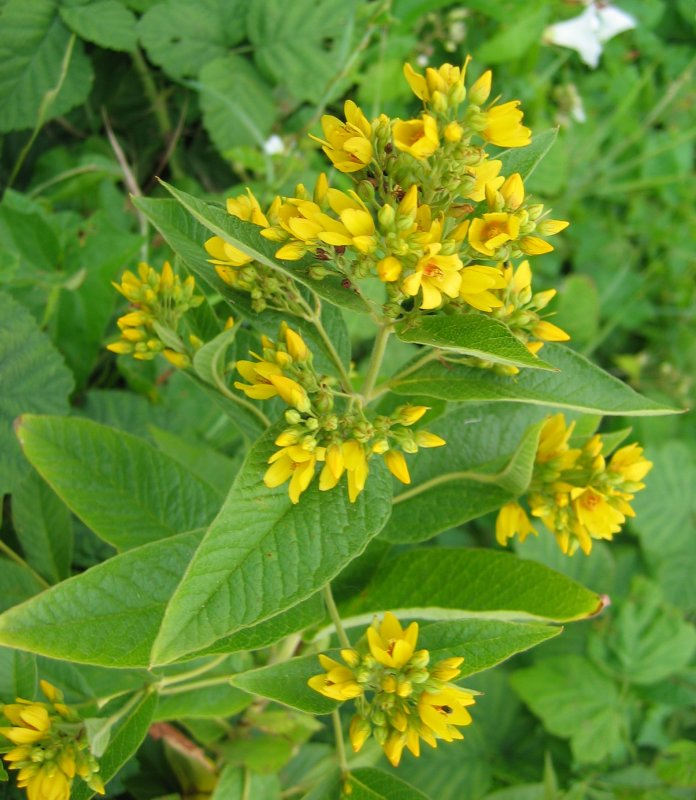
Grote wederik

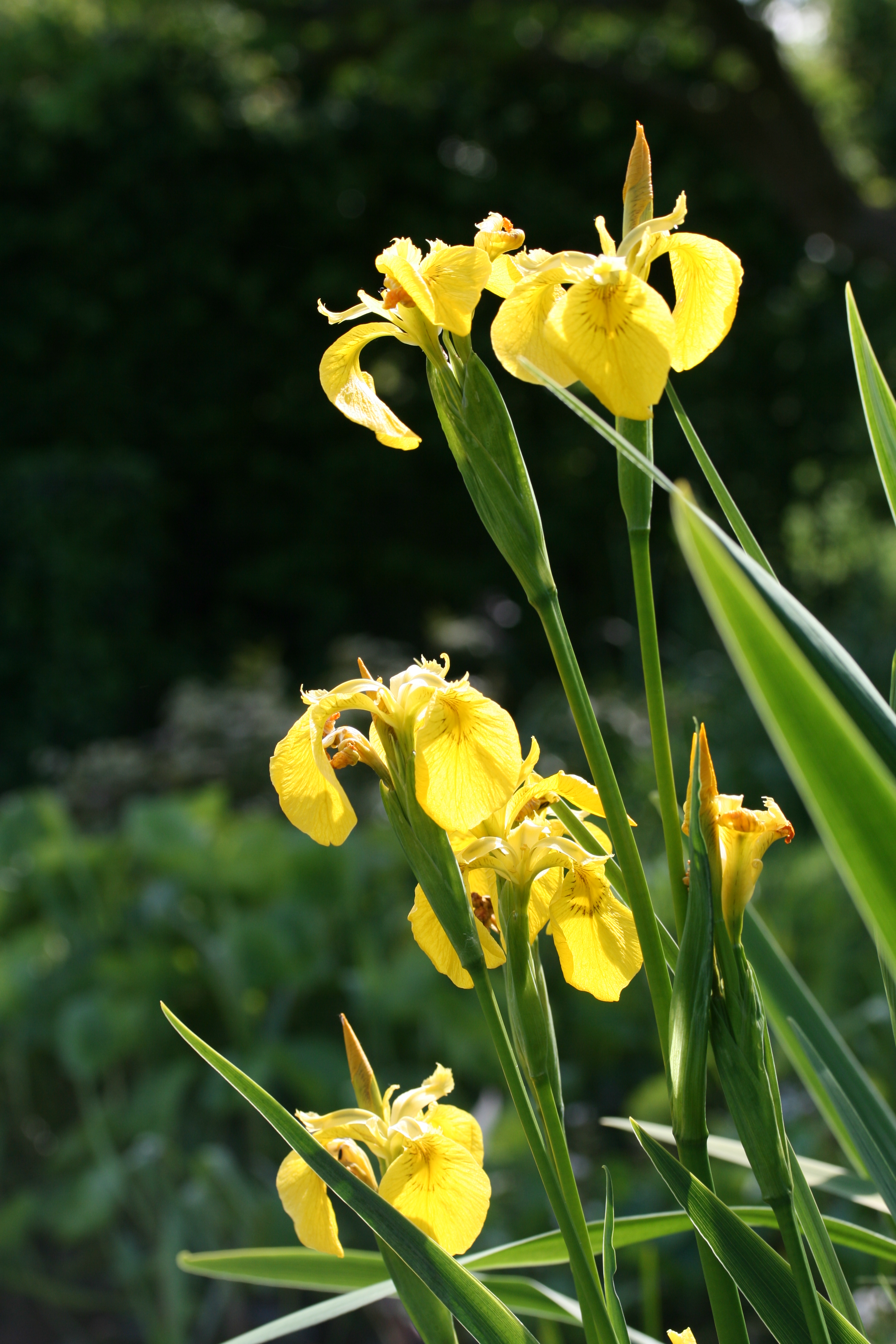
Gele lis

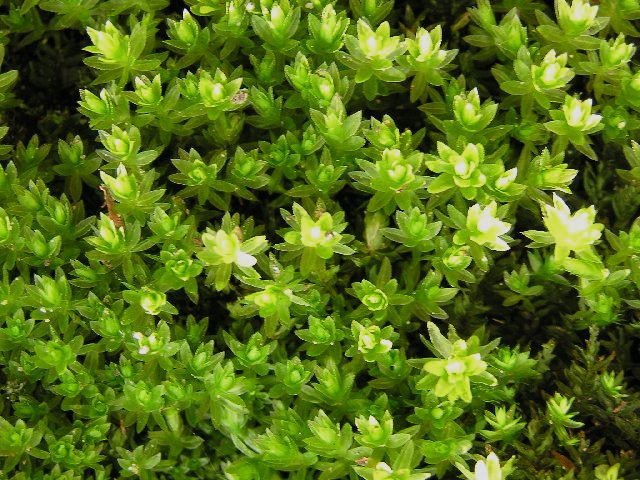
Gewoon sterrenmos

Boomlaag
| Kentaxon | Diff.soort | Presentie | Triviale naam | Botanische naam  | Opmerking |
| -------- | ---------- | --------- | ------------- | ---------------- | --------- |
| kK       |            | 100%      | zwarte els    | Alnus glutinosa  |           |
|          |            | > 40%     | zachte berk   | Betula pubescens |           |
|          |            | > 30%     | zomereik      | Quercus robur    |           |

Struiklaag
| Kentaxon | Diff.soort | Presentie | Triviale naam    | Botanische naam  | Opmerking |
| -------- | ---------- | --------- | ---------------- | ---------------- | --------- |
| kA       |            | > 40%     | zwarte bes       | Ribes nigrum     |           |
|          |            | > 50%     | grauwe wilg      | Salix cinerea    |           |
|          |            | > 40%     | wilde lijsterbes | Sorbus aucuparia |           |
|          |            | > 30%     | sporkehout       | Frangula alnus   |           |
|          |            | > 20%     | Gelderse roos    | Viburnum opulus  |           |

Kruidlaag
| Kentaxon | Diff.soort | Presentie | Triviale naam            | Botanische naam               | Opmerking                          |
| -------- | ---------- | --------- | ------------------------ | ----------------------------- | ---------------------------------- |
| kA       |            | > 60%     | elzenzegge               | Carex elongata                |                                    |
| kA       |            | > 20%     | stijve zegge             | Carex elata                   |                                    |
| kA       |            | < 10%     | paardenhaarzegge         | Carex appropinquata           |                                    |
| kK       |            | > 50%     | hennegras                | Calamagrostis canescens       |                                    |
|          |            | > 60%     | grote wederik            | Lysimachia vulgaris           |                                    |
|          |            | > 60%     | bitterzoet               | Solanum dulcamara             |                                    |
|          |            | > 60%     | gele lis                 | Iris pseudacorus              |                                    |
|          |            | > 50%     | moeraswalstro            | Galium palustre               |                                    |
|          |            | > 50%     | smalle stekelvaren       | Dryopteris carthusiana        |                                    |
|          |            | > 50%     | wolfspoot                | Lycopus europaeus             |                                    |
|          |            | > 50%     | pitrus                   | Juncus effusus                |                                    |
|          | dS         | > 40%     | moerasspirea             | Filipendula ulmaria           | subassociatie met zwarte bes       |
|          |            | > 40%     | grote kattenstaart       | Lythrum salicaria             |                                    |
|          |            | > 40%     | grote brandnetel         | Urtica dioica                 |                                    |
|          |            | > 40%     | gewone braam             | Rubus fruticosus              |                                    |
|          |            | > 30%     | ruw beemdgras            | Poa trivialis                 |                                    |
|          |            | > 30%     | hop                      | Humulus lupulus               |                                    |
|          |            | > 30%     | melkeppe                 | Peucedanum palustre           |                                    |
|          | dA         | > 30%     | wilde kamperfoelie       | Lonicera periclymenum         |                                    |
|          |            | > 30%     | kale jonker              | Cirsium palustre              |                                    |
|          | dA         | > 20%     | ijle zegge               | Carex remota                  |                                    |
|          | dA         | > 20%     | pinksterbloem            | Cardamine pratensis           |                                    |
|          | dA         | > 20%     | wijfjesvaren             | Athyrium filix-femina         |                                    |
|          |            | > 20%     | echte valeriaan          | Valeriana officinalis         |                                    |
|          | dA         |           | ruwe smele               | Deschampsia cespitosa         |                                    |
|          | dA         |           | gewone vogelkers         | Prunus padus                  |                                    |
|          | dS         |           | framboos                 | Rubus idaeus                  | subassociatie met framboos         |
|          | dS         |           | zompzegge                | Carex curta                   | subassociatie met zompzegge        |
|          | dS         |           | gewone dotterbloem       | Caltha palustris              | subassociatie met zwarte bes       |
|          | dS         |           | bittere veldkers         | Cardamine amara               | subassociatie met bittere veldkers |
|          | dS         |           | paarbladig goudveil      | Chrysosplenium oppositifolium | subassociatie met bittere veldkers |
|          | dS         |           | verspreidbladig goudveil | Chrysosplenium alternifolium  | subassociatie met bittere veldkers |

Moslaag
| Kentaxon | Diff.soort | Presentie | Triviale naam     | Botanische naam          | Opmerking |
| -------- | ---------- | --------- | ----------------- | ------------------------ | --------- |
|          |            | > 50%     | gewoon sterrenmos | Mnium hornum             |           |
|          |            | > 40%     | fijn laddermos    | Kindbergia praelonga     |           |
|          |            | > 20%     | gewoon puntmos    | Calliergonella cuspidata |           |
|          |            | > 20%     | gewoon dikkopmos  | Brachythecium rutabulum  |           |

## Fotogalerij

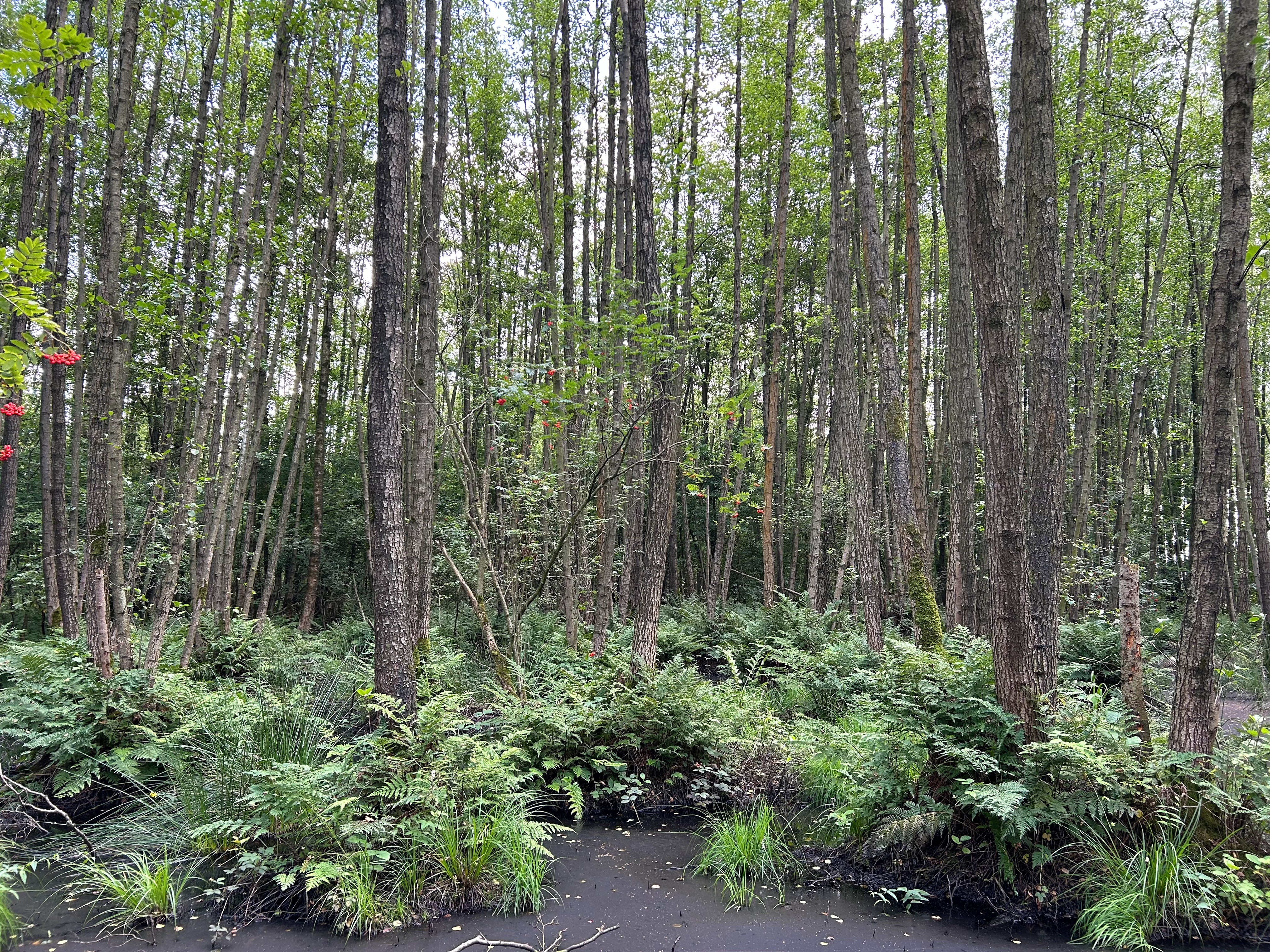
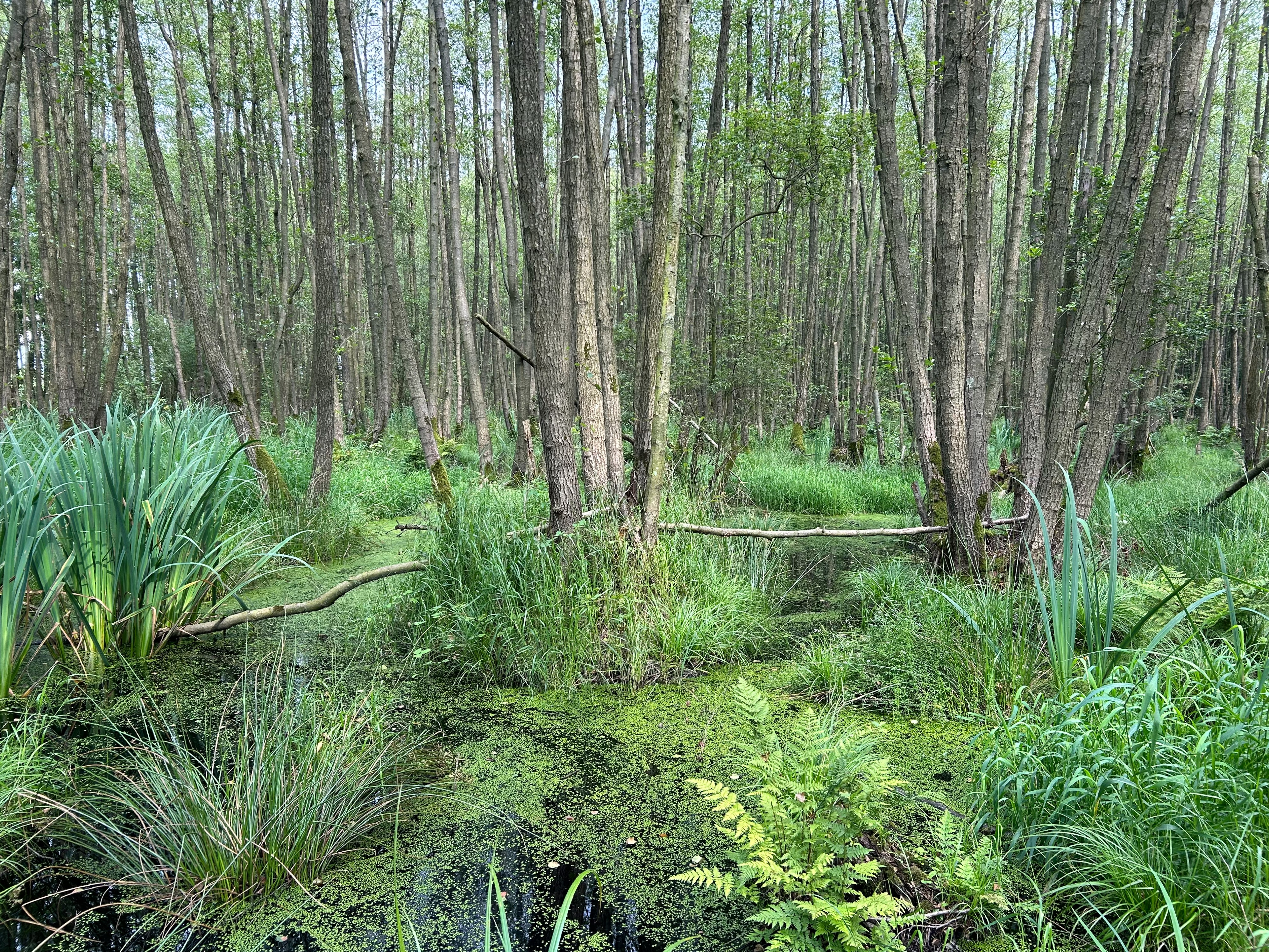